# Гуреш
Гуреш — турецкая национальная борьба. Занесена в список нематериального наследия ЮНЕСКО.

## Описание
Костюм — кожаные национальные брюки с мягким поясом. Вес одежды достигает 13 кг. Разрешается делать захваты за туловище, руки и ноги, пояс и брюки, делать подножки и поворачивать противника спиной вниз в партере. Цель борьбы — прижать противника спиной к земле. Самих спортсменов называют «пахлеванами». Борцы смазывают тело оливковым маслом, чтобы труднее было делать захваты. Время схватки не ограничено. Лимит по времени для поединка — сорок минут. В регламенте предусмотрены дополнительные пятнадцать минут в том случае, если победитель не был определен в основное время. Предусмотрены короткие перерывы на минуту, во время которых пахлеваны могут вытереть свои лица салфетками. Спортсменов начинают готовить с одиннадцати лет. Выступать можно начинать только в 45. Поединки проводятся под аккомпанемент  национальных инструментов: ударного давула и духовой зурны. Перед началом соревнований борцы выстраиваются в ряд. Диктор всех представляет по очереди. Они подходят к трибунам, махая руками. Их движения напоминают движения мельниц. После этого расходятся по парам и начинают бороться на выбывание. Судьи одеты в традиционные национальные костюмы. Дикторы иногда читают мусульманские молитвы прямо во время своих комментариев происходящего.
По одной из версий история борьбы началась с  древних цивилизаций шумеров и вавилонян. По одной из легенд  40 воинов под руководством Сулеймана-паши высадились на берег Европы. Недалеко от деревни Эдирне они разбили временный лагерь и для развлечения устроили поединок. Когда все борцы измучились и перестали бороться, двое воинов до рассвета продолжили выяснять, кто из них сильнее. Противостояние прекратилось только с их смертью. Их похоронили, и на могилах воинов забил ключ. По легенде место, где до сих пор проводятся фестивали по масляной борьбе, называется Кыркпынар, что в переводе обозначает «сорок ключей». Османские летописцы утверждают, что это событие проводится каждый год, начиная с 1362. По одной из версий это позволяет называть их старейшим в мире постоянно санкционированным спортивным состязанием. За всю историю было около 70 отмен этого спортивного мероприятия. Победитель турнира получает золотой пояс, которым может владеть год, а также деньги. До 1975 года в регламенте соревнований не было ограничений по времени, и они могли продолжаться в течение нескольких часов, а иногда и дней.